# Phagnalon stenolepis
Phagnalon stenolepis là một loài thực vật có hoa trong họ Cúc. Loài này được Chiov. miêu tả khoa học đầu tiên năm 1911.